# Медісон Тевлін
Медісон Тевлін (англ. Madison Tevlin) — канадська актриса та телеведуча. Вона найбільш відома завдяки своєму ток-шоу CBC Gem у 2022 році Who Do You Think I Am?(укр. За кого ви мене вважаєте?), за яке вона отримала номінацію на Canadian Screen Award як найкраща ведуча в ток-шоу чи розважальному серіалі на 11-й церемонії Canadian Screen Awards у 2023 році, а також як зірка фільму «Чемпіони» 2023 року.
Тевлін, яка має синдром Дауна, та вперше привернула широку увагу в 2015 році, коли відео, на якому вона співає «All of Me» Джона Ледженда, стало вірусним в Інтернеті, навіть привернувши увагу самого Ледженда. Також вона зіграла гостьову роль у телевізійних серіалах Mr. D і Lost &amp; Found Music Studios .
Вона оголосила, що одна з її ключових цілей — подолати непорозуміння, представивши власну історію як людини, яка все ще має пристрасті, таланти та цілі, які має прагнути, і здатна на набагато більше, ніж люди зазвичай очікують від неї через її інвалідність . У Who Do You Think I Am?, Тевлін бере інтерв’ю у гостей, які також стикалися з упередженнями та спотвореннями щодо різноманітних питань;  серед гостей шоу були комік Енн Порнел (Ann Pornel), співак Тайлер Шоу (Tyler Shaw), актор Лейн Веббер (Lane Webber), драг-виконавець Джус Бокс (Juice Boxx) і захисник корінного населення Лаура Вуксон (Laura Vukson).